# ساکوماگونکی
ساکوماگونکی (به ژاپنی: 佐久間軍記) به معنی یادداشت‌های نظامی ساکوما، کتابی تاریخی است که اقدامات نظامی خاندان ساکوما را در دوره سنگوکو و اوایل دوره ادو ثبت کرده است. این کتاب احتمالاً بعد از محاصره اوساکا نوشته شده و یکی از منابع تاریخی ژاپن است. در این کتاب  فعالیت‌های ساکوما موریشیگه و ساکوما نوبوموری و چهار پسر ساکوما موری سوکو (ساکوما موریماسا، ساکوما یاسوماسا، شیباتا کاتسوماسا و ساکوما کاتسویوکی ) که همگی از ملازم و در خدمت اودا نوبوناگا بودند، شرح داده شده است. 